# Mendavia
Mendavia (en basque Mendabia) est une ville et une commune de la communauté forale de Navarre (Espagne).
Elle est située dans la zone non bascophone de la province et à 78 km de sa capitale, Pampelune. Le castillan est la seule langue officielle alors que le basque n’a pas de statut officiel. Le nombre d'habitants en 2004 était de 3 741.

## Géographie

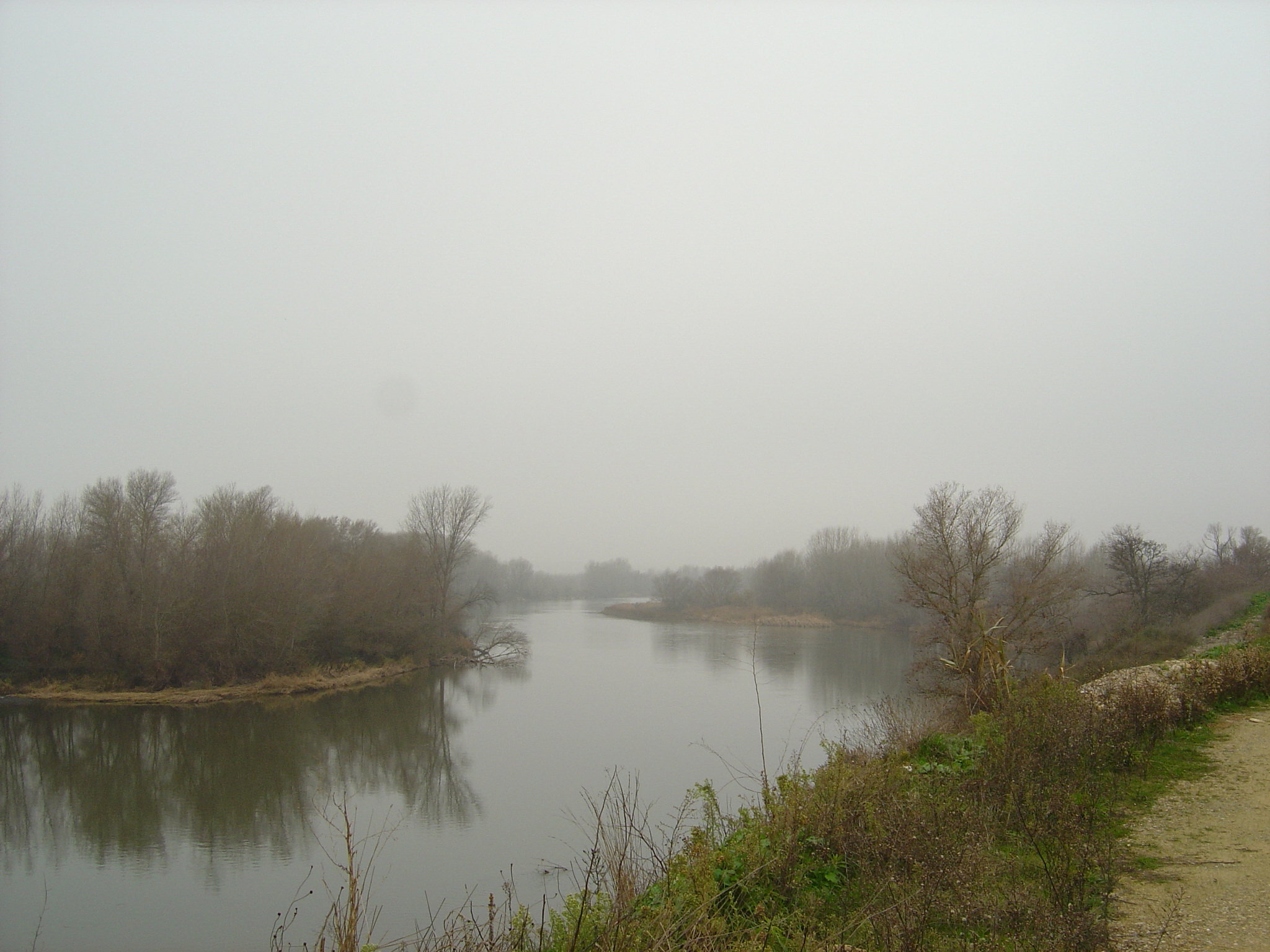
L'Ebre à Mendavia.

Mendavia est située à quelques kilomètres au nord de l'Èbre.

## Localités limitrophes
Lazagurría et Los Arcos au nord; La Rioja au sud; Lodosa, Sesma et Alcanadre à l'est et Agoncillo, Viana et Bargota à l'ouest.

## Économie
Mendavia profite du terrain alluvial de l'Èbre et l'économie dépend des produits des champs situés entre la ville et la rivière. 
La ville est renommée pour ses produits agricoles. C'est la commune d'Espagne qui compte le plus de Denominación de Origen, label de protection du terroir. Parmi ces produits: l'asperge, le poivron, le vin de Rioja, le pacharan, l'artichaut, l'agneau, le veau ou encore l'huile d'olive.

## Démographie
| Évolution démographique                                  | Évolution démographique | Évolution démographique | Évolution démographique | Évolution démographique | Évolution démographique | Évolution démographique | Évolution démographique | Évolution démographique | Évolution démographique | Évolution démographique |
| 1996                                                     | 1998                    | 1999                    | 2000                    | 2001                    | 2002                    | 2003                    | 2004                    | 2005                    | 2006                    | 2007                    |
| -------------------------------------------------------- | ----------------------- | ----------------------- | ----------------------- | ----------------------- | ----------------------- | ----------------------- | ----------------------- | ----------------------- | ----------------------- | ----------------------- |
| 3 521                                                    | 3 543                   | 3 563                   | 3 580                   | 3 571                   | 3 741                   | 3 719                   | 3 722                   | 3 757                   | 3 773                   | 3 789                   |
| Sources: Mendavia et instituto de estadística de navarra |                         |                         |                         |                         |                         |                         |                         |                         |                         |                         |

## Patrimoine

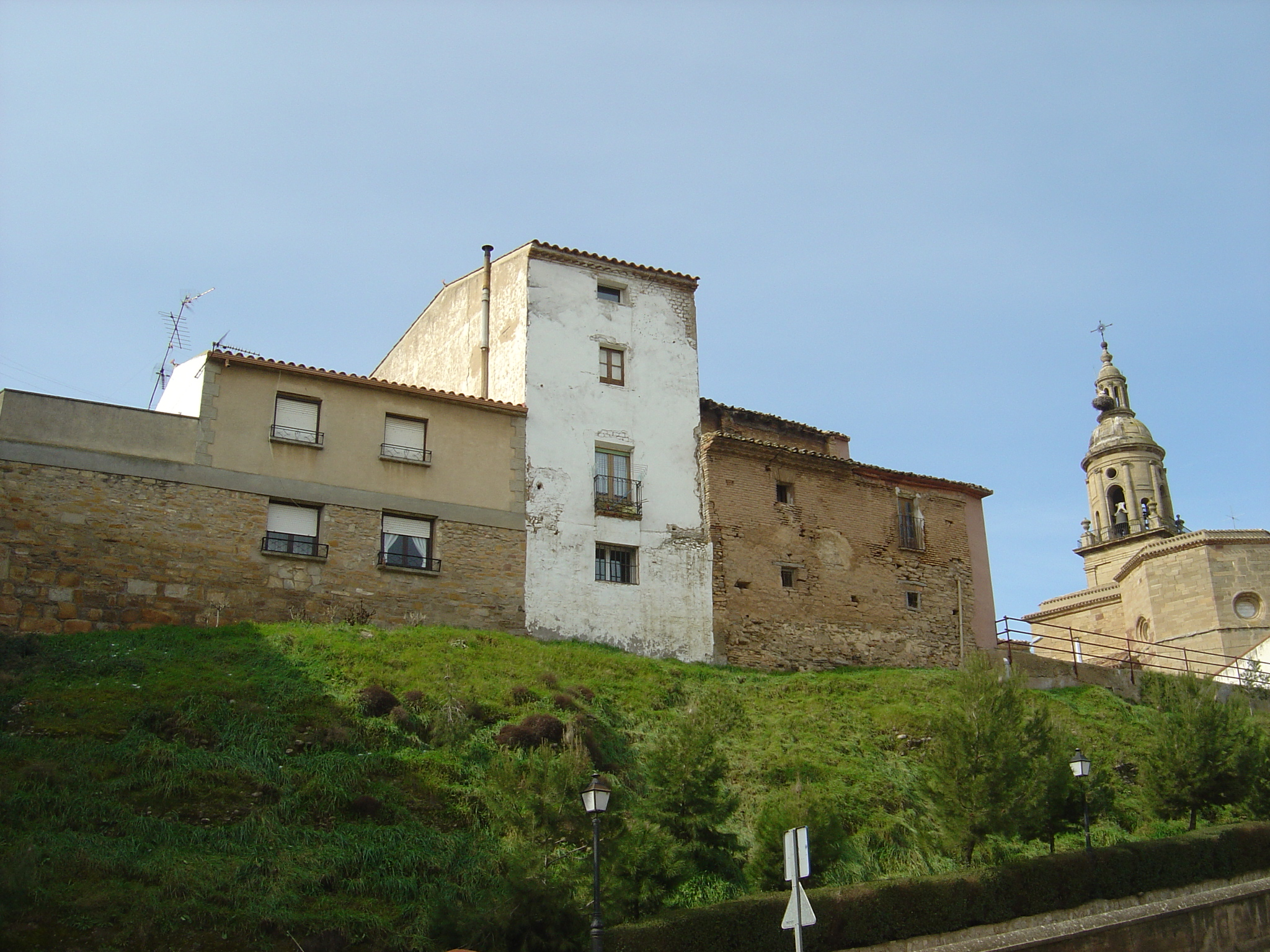

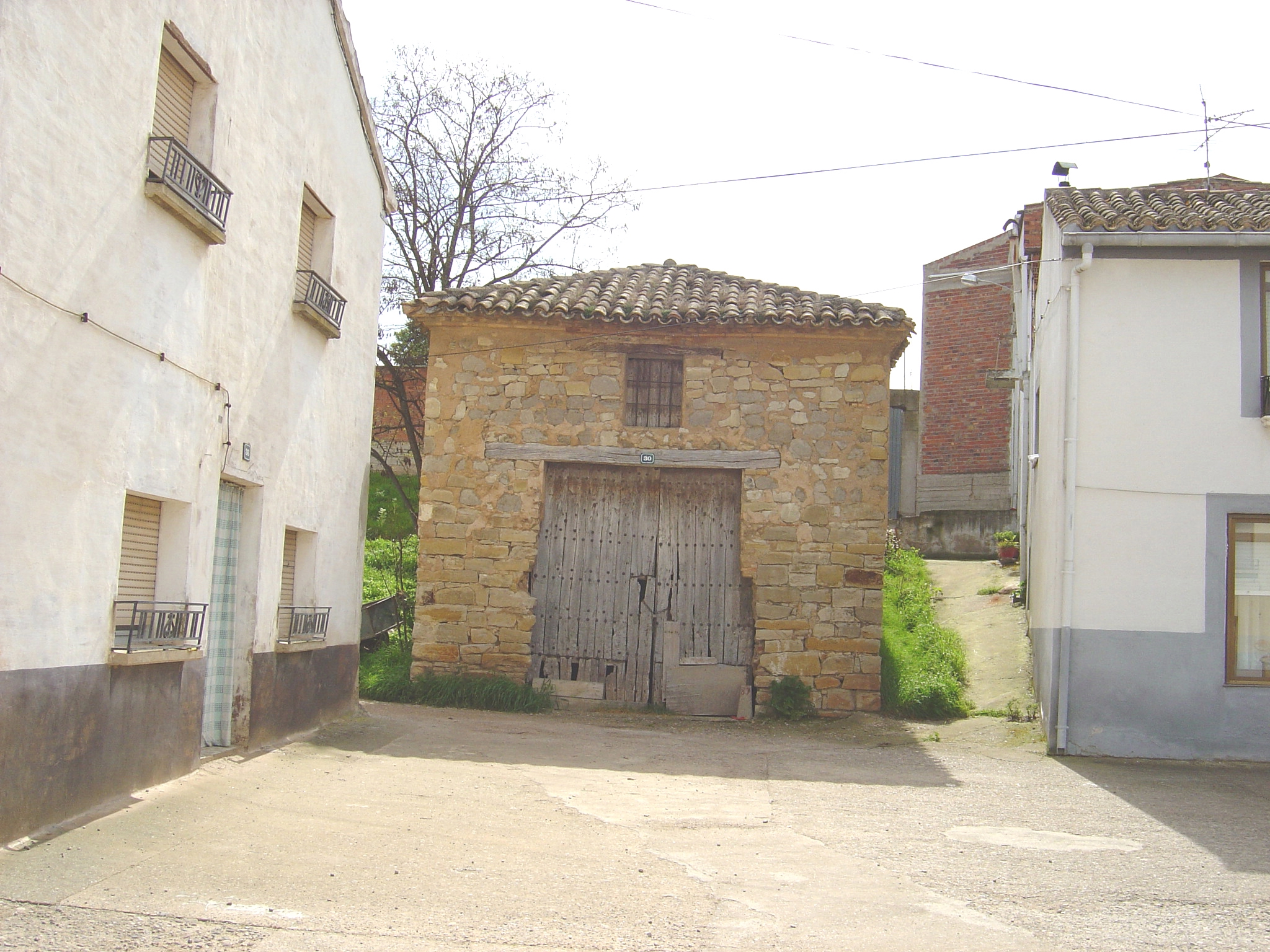

### Patrimoine religieux
Église de Saint Jean Baptiste, du XIIIe siècle; la tour du clocher est du XVIIIe siècle.

## Personnalités
Le plus célèbre fils de Mendavia est Roque Romero, promoteur actif du baseball en Espagne entre 1940 et 1970, il est né à Mendavia en 1910. Il fut le fondateur d'un des rares clubs de baseball en Espagne, le Pops club de baseball, il fut aussi le président de la Fédération Catalane de Baseball pour quelques années.

## Folklore
Chaque année, Mendavia célèbre ses fêtes patronales à partir du 23 août. A cette occasion, Saint Jean-Baptiste est célébré pendant une semaine, jusqu'au 30 août, avec des événements typiques des fêtes de Navarre: encierro, vachettes, rencontres de pelote basque, manifestation de sport basque, spectacles musicaux et fêtes populaires. 
Parmi les autres événéments marquants de l'année à Mendavia, le lundi de la Pentecôte voit célébrer les fêtes de Las Almendreras. Une célébration à la vierge de Legarda, qui se fête aussi dans les communes voisines de Lodosa et Mués. Lors de cette fin de semaine, il est d'usage pour les habitants d'aller déjeuner et fêter l'événement dans les champs qui entourent la ville.  

## Jumelage
Saint-Yzan-de-Soudiac (France) depuis 2001

### Sources
- (es) Cet article est partiellement ou en totalité issu de l’article de Wikipédia en espagnol intitulé « Mendavia » (voir la liste des auteurs).